# Alajuela
Alajuela (phát âm tiếng Tây Ban Nha: [alaˈxwela]) là thành phố lớn thứ hai ở Costa Rica. Đây là thủ phủ của tỉnh Alajuela.
Do vị trí của nó ở Thung lũng Trung tâm Costa Rica, Alajuela hiện nay là một phần của vùng đô thị. Thành phố này là nơi sinh của Juan Santamaría, anh hùng dân tộc của Costa Rica và người đặt tên cho sân bay quốc tế chính của đất nước, nằm ở phía nam của trung tâm thành phố Alajuela.

## Địa lý và dân số
Các giới hạn của thành phố tương ứng chính thức với các giới hạn cấp huyện đầu tiên của quận, mặc dù dân số và khu vực đô thị hiện tại của thành phố vượt quá giới hạn này. Huyện Alajuela có diện tích 8.88 km², Nó nằm ở độ cao 952 m trên mực nước biển ở Thung lũng Trung tâm, cách San Jose 19 km về phía tây bắc.
Khí hậu nhiệt đới, điển hình ở Thung lũng Trung tâm, nhưng hơi nóng hơn San José. Nhiệt độ trung bình, trung bình 23-26 độ C với độ ẩm thấp 20% quanh năm quanh năm. Alajuela và môi trường xung quanh nổi tiếng vì có "thời tiết tốt nhất trên thế giới".
Theo cuộc Tổng điều tra năm 2000, khu vực đô thị của thành phố có dân số 123.481 người (bao gồm cả quận Alajuela và dân cư đô thị của các quận khác trong Alajuela canton). Dân số của huyện trong năm 2009 là 50.753 người.

## Bộ sưu tập

Sân bay Quốc tế Juan SantamaríaSân bay Quốc tế Juan Santamaría
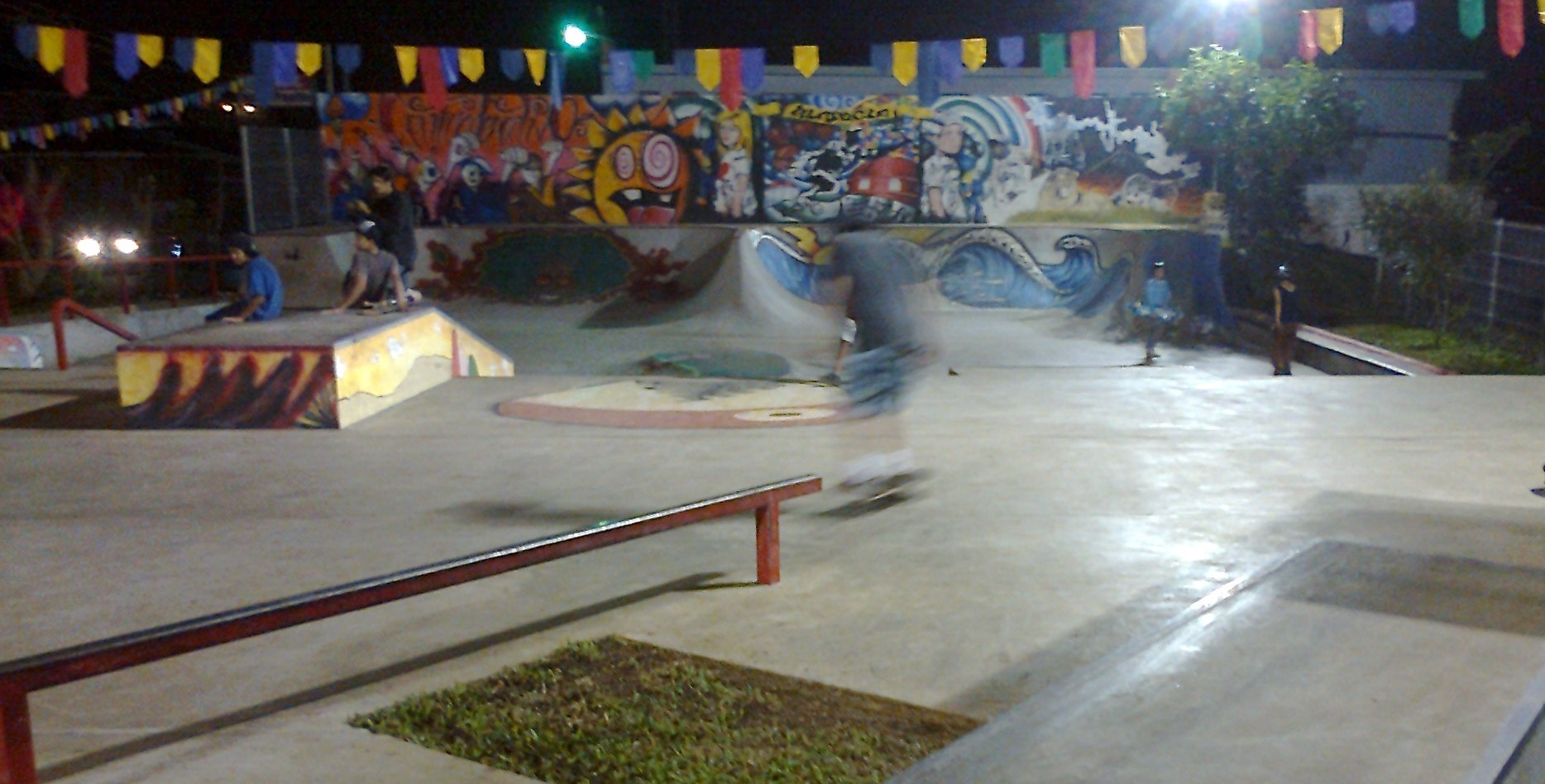
Alajuela skatepark

## Thành phố kết nghĩa
- San Bartolomé de Tirajana, Tây Ban Nha[3]
- Lahr, Đức[4]
- Montegrotto Terme, Ý[5]
- Bordano, Ý[5]
- Downey, California, USA[6]
- Dothan, Alabama, USA
- Guadalajara, Mexico[7]
- Ibaraki Prefecture, Nhật Bản[8]
- Hangzhou, Trung Quốc